# Ascotis inversa
Ascotis inversa är en fjärilsart som beskrevs av Rudolf Pinker 1965. Ascotis inversa ingår i släktet Ascotis och familjen mätare. Inga underarter finns listade i Catalogue of Life.